# Under a Funeral Moon
Under a Funeral Moon è il terzo album del gruppo black metal norvegese Darkthrone, pubblicato il 24 giugno 1993 dalla Peaceville Records.
La qualità audio è molto scarsa, similmente al precedente A Blaze in the Northern Sky, tanto che alcuni sono giunti a paragonare il disco ad un demo. Successivamente alla pubblicazione, il chitarrista Zephyrous abbandonò la band, che si ridusse ai soli Nocturno Culto e Fenriz, che decisero di proseguire come duo, senza ingaggiare altri musicisti.

## Il disco
Il precedente album dei Darkthrone, A Blaze in the Northern Sky, è considerato il primo album black metal in assoluto, sebbene siano ancora rintracciabili in esso influenze death metal e Fenriz affermi che dopo il brusco cambio di stile, per considerare A Blaze in the Northern Sky "un disco di PURO black metal", avrebbe dovuto contenere solo tre canzoni: Kathaarian Life Code, Where the Cold Wind Blows e In the Shadow of the Horn. Egli disse che avevano iniziato la lavorazione di Under a Funeral Moon alla fine del 1991 con l'obiettivo di creare veramente un "album di black metal puro".

### Registrazione
L'album fu registrato presso i Creative Studios a Kolbotn durante il giugno 1992. La produzione venne volutamente tenuta in bassa fedeltà e abbassata di un semitono per ottenere un sound maggiormente "freddo" e "sepolcrale". Contrariamente al suo predecessore, in questo album la band non viene più indicata come autrice comune dei pezzi, ma furono specificati i singoli autori. Un totale di quattro brani furono composti da Gylve "Fenriz" Nagell e due ciascuno da Ivar "Zephyrous" Enger e Ted "Nocturno Culto" Skjellum. Fatta eccezione per l'apporto di un tecnico del suono di nome Vidar, tutti gli altri aspetti della produzione dell'album furono curati dagli stessi Darkthrone.

### Stile musicale e testi
Dopo i pezzi piuttosto lunghi di A Blaze in the Northern Sky, la tendenza qui è di nuovo orientata verso brani parzialmente più brevi. Stilisticamente, tuttavia, la band è cambiata ulteriormente: la produzione approssimativa è stata mantenuta e talvolta anche più pronunciata, ma allo stesso tempo il riffing si è emancipato maggiormente dagli originali del death e persino dall'area heavy metal, per sottolineare maggiormente la componente dissonante. Inoltre, anche a causa dei brani più brevi, le strutture musicali sono tornate più chiare, il che significa contrasti meno forti relativi a riff e tempi. Occasionalmente, questo porta a una certa monotonia dei pezzi, che differiscono poco l'uno dall'altro, causata da un minimalismo sonoro volutamente ricercato. Liricamente, la linea dell'album precedente viene mantenuta, ma con una totale adesione al black metal più intransigente. Con la traccia Inn I De Dype Skogers Favn è la prima volta che viene inserito un brano in lingua norvegese su un album dei Darkthrone. I testi di Crossing the Triangle of Flames, Summer of the Diabolical Holocaust e The Dance of Eternal Shadows sono stati parzialmente riciclati nel 1996 per l'album-demo Goatlord.

### Copertina
La copertina dell'album mostra il cantante Nocturno Culto, truccato con il corpse paint, che emerge minaccioso da una foresta di notte su uno sfondo nero. La fotografia sembra ispirarsi alla figura dell'"oscuro mietitore".

### Pubblicazione
Under a Funeral Moon venne pubblicato il 24 giugno 1993 dalla Peaceville Records in formato compact disc, di colore nero.
Il disco è stato ripubblicato nel 2001 in edizione slipcase, nel 2003 in edizione digipack con un'intervista a Nocturno Culto e Fenriz, nel 2005 come picture disc da Back on Black Records e nel 2010 su Peaceville con nuove note di copertina scritte da Nocturno Culto.

## Tracce
1. Natassja in Eternal Sleep – 3:33 (Nocturno Culto/Fenriz)
2. Summer of the Diabolical Holocaust – 5:18 (Fenriz)
3. The Dance of Eternal Shadows – 3:44 (Nocturno Culto/Fenriz)
4. Unholy Black Metal – 3:31 (Zephyrous/Fenriz)
5. To Walk the Infernal Fields – 7:50 (Fenriz)
6. Under a Funeral Moon – 5:07 (Fenriz)
7. Inn I De Dype Skogers Favn – 5:25 (Zephyrous/Fenriz)
8. Crossing the Triangle of Flames – 6:13 (Fenriz)

## Formazione[8]
- Nocturno Culto – basso, voce
- Zephyrous – chitarra
- Fenriz – batteria

Personale aggiuntivo
- Vidar - ingegneria del suono

## Accoglienza
| Recensione     | Giudizio |
| -------------- | -------- |
| AllMusic       | [ 10 ]   |
| Rock Hard      | 5/10     |
| Piero Scaruffi | 6.5/10   |
| Sputnikmusic   | [ 13 ]   |

Immediatamente dopo la pubblicazione, le opinioni sull'album furono contrastanti. Frank Albrecht della rivista tedesca Rock Hard criticò la mancanza di varietà rispetto al predecessore e valutò l'album con solo 5 stelle su 10:
(Frank Albrecht)
In retrospettiva, tuttavia, l'album viene ora recensito positivamente e messo alla pari con altri classici della seconda ondata black metal di band come Burzum o Mayhem:
(Sam Becherer)
Nell'autunno del 2010 Under a Funeral Moon stato inserito in 24ª posizione nella lista dei "Migliori album Black Metal secondo Decibel", mentre nella lista dei "Migliori album Black Metal secondo Loudwire" si è classificato al 5º posto.

## La "scomparsa" di Zephyrous
Poco tempo dopo la pubblicazione di Under a Funeral Moon, il chitarrista Zephyrous improvvisamente lasciò il gruppo per cause mai ben chiarite. Gli altri membri della band dichiararono che Zephyrous si era inoltrato nella foresta e non aveva più fatto ritorno... Tuttavia, in un'intervista del 2006 rilasciata al sito web tedesco Voices from the Dark Side, Nocturno Culto ha smentito le presunte e sinistre voci sulla sparizione di Zephyrous dichiarando di essere ancora in contatto con l'ex chitarrista della band e che sarebbe felice se si riunisse a loro in veste di ospite speciale per qualche canzone, prima o poi.
In due interviste del 2001 e 2002 rispettivamente, Nocturno Culto disse che Zephyrous lasciò i Darkthrone in parte perché si sentiva "tagliato fuori" dalle dinamiche interne della band, emarginato da lui e Fenriz, che all'epoca erano molto vicini e condividevano le medesime vedute artistiche e ideologiche, e in parte perché aveva problemi di alcolismo ed ebbe un incidente d'auto mentre guidava ubriaco: «Si risvegliò in ospedale pieno di flebo e di fili». «Se ne andò dai Darkthrone pieno di rancore».